# Сириг
Сириг (серб. Сириг/Sirig) — село в Сербії, належить до общини Темерин Південно-Бацького округу в багатоетнічному, автономному краю Воєводина.

## Населення
Населення селиа становить 3087 осіб (2002, перепис), з них:
- серби — 2657 — 88,27 %;
- мадяри — 111 — 3,68 %;
- югослави — 81 — 2,69 %;

Решту жителів  — з десяток різних етносів, зокрема: чорногорці, хорвати, словаки і зо два десятки русинів-українців.